# Kondakion
Kondakion, kontakion (gr. κόντάκιον – zwój, κοντός – drążek, na który nawijano pergamin) – rodzaj hymnu liturgicznego, typowego dla Cerkwi prawosławnej, oraz katolickiej obrządku bizantyjskiego. Niektórzy badacze sądzą, że kondakia (l.mn.) stanowią ślad tradycji syryjskiej (aramejskiej) w Cerkwi. Ich rodowód jest w każdym razie bardzo dawny – były znane już w pierwszych wiekach chrześcijaństwa. 
Pierwotnie kondakion był długim hymnem, złożonym z krótkiej strofy początkowej (proiomion) i 18–24 strof zwanych ikosami (oikos – dosłownie gr. „mieszkanie“). Strofa początkowa zawiera napisany prozą poetycką zwięzły opis pochwalny dokonań adresata kondakionu (Chrystusa, Matki Boskiej czy też danego świętego). Ikosy składają się z dwóch części: pierwsza zawiera opis historii adresata kondakionu, a druga stanowi serię obrazów i paralel, przedstawiających jego znaczenie dla wiernych i świata. Każdy wers drugiej części ikosu zaczyna się od inkantacji „Bądź pozdrowiony“ (gr. chaire). Pierwszy ikos nazywał się hirmos (etymologia niejasna, prawdopodobnie od gr. harmozo – „nastrajać się“). Strofa początkowa i ikosy kończyły się identycznym refrenem (ethymion). Pierwsze litery ikosów często tworzą akrostych. Wczesny kondakion niejednokrotnie miał charakter dramatyczny – z dialogami itp. elementami. 
W dzisiejszej formie kondakion składa się tylko ze strofy początkowej i jednego ikosu, a nawet – jeśli występuje jako składowa część większego utworu – z samej strofy początkowej (ikos traktuje się wówczas jako odrębną część). Kondakion jest śpiewany w toku nabożeństwa po innym krótkim hymnie określanym jako troparion. Na każdy dzień roku liturgicznego przewidziany jest inny kondakion. 